# Три века
Шеститомник «Три Века» — один из монументальных иллюстрированных трудов по истории России. Выпуск издания был приурочен к 300-летию дома Романовых.

## Описание
Отлично изданный шеститомник «Три века» был завершающим изданием известной «юбилейной серии» русского издателя Сытина. Тома красочно оформлены многочисленными иллюстрациями, изданы на дорогой бумаге. В составлении принимал участие, традиционно для Товарищества Сытина, авторитетный авторский коллектив, включающий таких известных ученых как Ю. В. Готье, А. Е. Пресняков, Н. Л. Бродский и многих других.
В статьях шеститомника описывались различные темы, но общий тон был тревожным, и описание реформ Никона, и рассказ о земских учреждениях убеждали читателя, что смутные времена — весь период существования России.
Особенно тревожно звучали строки, посвящённые новейшей истории страны: «Правительственная власть может игнорировать Государственную Думу: она только тогда с ней считается, когда это соответствует её видам. Мы находимся в тупике, и, чтобы выбраться из него, надо вырастить новые силы».

## Тома шеститомника
1. Том первый: XVII век. Первая половина. 260 стр., 22 иллюстрации.
2. Том второй: XVII век. Вторая половина. 272 стр., 22 иллюстрации.
3. Том третий: XVIII век. Первая половина. 299 стр., 22 иллюстрации.
4. Том четвёртый: XVIII век. Вторая половина. 289 стр., 28 иллюстраций.
5. Том пятый: XIX век. Первая половина. 296 стр., 34 иллюстрации.
6. Том шестой: XIX век. Вторая половина. 340 стр., 30 иллюстраций.

## Видео
Видеообзор издания на YouTube